# Iris Clert
Iris Clert, née Iris Athanassiadis à Athènes le 28 avril 1918 et morte à Cannes le 15 août 1986, est une galeriste d'art contemporain de l'avant-garde française.
Elle participe à l'émergence du mouvement du Nouveau Réalisme. À travers ses expositions, elle contribue à faire connaître certains artistes de l'avant-garde de la deuxième moitié du XXe siècle.

## Biographie et carrière
Iris Athanassiadis est issue d’une famille bourgeoise grecque. Elle vit à Athènes jusqu’à l’âge de 5 ans, où sa famille quitte son pays après la « Grande Catastrophe » de 1922. Iris découvre Vienne et Paris. Elle s’engage pendant la Seconde Guerre mondiale dans la Résistance aux côtés de son mari, le producteur de cinéma Claude Clert, dont elle divorce au milieu des années cinquante.
Dans le climat de la scène artistique française de l'après-guerre, les artistes contemporains ont du mal à émerger. La galeriste lance de nouveaux artistes et de nouvelles idées. De nouveaux mouvements artistiques émergent en France. Elle crée la sensation et le scandale sur la scène artistique parisienne entre les années 1950 et 1970.
En 1955, lors d’un voyage dans l'île de Mykonos, elle rencontre le sculpteur Takis. Elle ouvre une galerie à Paris. En juillet, elle organise sa première exposition à la Galerie du Haut-Pavé à Paris, dirigée par le Père Vallée. Trois artistes grecs sont exposés : Takis, Karahalios et Tsingos.
Elle ouvre sa propre galerie, en février 1956, au 3 rue des Beaux-Arts à Paris. Elle y présente les artistes Camille Bryen, René Laubiès et Asger Jorn. En 1957, elle fait la connaissance d’Yves Klein. De 1957 à 1960, aux côtés de Pierre Restany, elle est impliquée dans la promotion des Nouveaux Réalistes. De l’Exposition du Vide d’Yves Klein en 1958 à l’Exposition du Plein d’Arman en 1960, elle aide ces artistes à produire leurs créations,.
En 1962, Iris Clert transfère sa galerie rue du Faubourg-Saint-Honoré et présente successivement Gaston Chaissac, Ad Reinhardt, Pol Bury, Lucio Fontana, Yolande Fièvre, Bernard Quentin et Raymond Hains. Elle conçoit l’Iris-Time, une revue artistique et pamphlétaire, qu’elle publiera jusqu’en 1975. En 1964, elle lance la Biennale Flottante, à Venise. Elle ferme sa galerie en 1972, et acquiert le Stradart, « Le Poids Lourd Culturel », un camion Berliet dont le hayon, en plexiglas, fait office de cimaises ambulantes : elle se lance, à son volant, dans un tour de France. En 1970, elle emménage dans une petite galerie en étage, rue Duphot, dans le quartier de la Madeleine.
En 1974, dans le cadre d'un de ses « micro-salons », elle organise une exposition, intitulée Grandes femmes, petits formats. S'y côtoient les œuvres de petit format de 99 artistes féminins, telles que Geneviève Asse, Jos De Cock, Annette Messager, Gina Pane, Niki de Saint-Phalle, Yolande Fièvre, Viera da Silva, etc.
En 1980, elle crée le Centre d’Animation et de Recherche Artistiques Transcendantales (C.A.R.A.T.) à Neuilly-sur-Seine.
Elle meurt le 15 août 1986 à Cannes à l'âge de 68 ans.

## Publications
- Mémoires sonores d'Iris Clert : Coffret de six cassettes audio, entretiens avec Ralph Rumney. Avec la participation de Takis, Pierre Restany, Harold Stevenson…
- Iris-Time, L'Artventure, éditions Denoël, 1978, réédité en 2003

### RevueIris Time Unlimited
46 numéros ont paru de 1962 à 1975.
1. Premier Salon, François Dallegret (octobre 1962)
2. Oui à Brô
3. Vœux d’Iris (décembre 1962)
4. Harold Stevenson (en)
5. Salon d’avril (avril 1963)
6. Bill Copley (mai 1963)
7. Ad Reinhardt (juin 1963)
8. Gaston Chaissac (juillet 1963)
9. Klaus Geissler (octobre 1963)
10. Pol Bury (novembre 1963)
11. Van Hoeydonck (janvier 1964)
12. Fontana (février 1964)
13. Marcel Barbeau (mars 1964)
14. Yolande Fièvre, Jean Paulhan (avril 1964)
15. Leon Golub (mai 1964)
16. Harold Stevenson (octobre 1964)
17. Van Thienen (novembre 1964)
18. Les Néo-Individualistes (mars 1965)
19. Roy Adzak (mai 1965)
20. Boris Vansier
21. Raymond Hains (octobre 1965)
22. Brô (novembre 1965)
23. Geissler (décembre 1965)
24. Habbah
25. Pierre De Maria
26. Spécial U.S.A (octobre 1966)
27. Uriburu (février 1967)
28. Waldo Balart (en) (mars 1967)
29. Boris Vansier (mai 1967)
30. Toto Meylan (juin 1967)
31. Vœux d’Iris (décembre 1967)
32. Jean-Claude Farhi (février 1968)
33. Harold Stevenson (mai 1968)
34. Roy Adzak
35. Jacques Mizrahi (novembre 1969)
36. Patrick Mazery (février 1970)
37. Jef Verheyen
38. Jacques Potin
39. Coloretti
40. Spécial Stradart
41. L’Art-Science
42. Georges Lauro
43. Coloretti
44. Les OPNI
45. Chen Ying Teh
46. Georges Lauro

## Sources

### Filmographie
- [vidéo] « La galeriste Iris Clert parle de la recherche artistique, des différentes formes d'expression, de la sculpture. », à 1 min 34 s, ORTF, 29 novembre 1967, ina.fr

### Archives
- Fonds : Galerie Iris Clert.- Archives de fonctionnement de la galerie. (1952-1984) [archives écrites et photographiques ; 57 boites, 9 fichiers, grands formats.].  Cote : GALCLER 1 - 115. Paris : Bibliothèque Kandinsky, Centre Pompidou (présentation en ligne).